# Hard to Kill (album Gucciego Mane’a)
Hard to Kill – drugi album amerykańskiego rapera Gucciego Mane’a. Został wydany 10 października, 2006 roku. W pierwszym tygodniu sprzedał się w ilości 12.000 egzemplarzy. Hard to Kill sprzedał się lepiej od poprzedniej płyty, bo aż w 165.000 kopiach.

## Lista utworów
| #  | Tytuł                               | Producent(ci) | Goście                    | Czas |
| -- | ----------------------------------- | ------------- | ------------------------- | ---- |
| 1  | "Intro"                             |               |                           | 0:38 |
| 2  | "Street Niggaz"                     | Zaytoven      |                           | 4:43 |
| 3  | "My Chain"                          | Zaytoven      | Black Magic               | 3:51 |
| 4  | "Hold Dat Thought"                  | Zaytoven      |                           | 5:23 |
| 5  | "Freaky Gurl"                       | Cyber Sapp    |                           | 3:45 |
| 6  | "Pillz"                             | Zaytoven      | Mac Bre-Z                 | 5:11 |
| 7  | "Go Head (Shawty Got a Ass on Her)" | Nitti         | Mac Bre-Z                 | 4:58 |
| 8  | "Trap Starz"                        | Zaytoven      |                           | 4:41 |
| 9  | "Drive Fast"                        | Zaytoven      |                           | 4:00 |
| 10 | "Stick Em Up"                       | Zaytoven      | La Chat                   | 4:40 |
| 11 | "Everybody Know Me                  | Zaytoven      |                           | 3:43 |
| 12 | "We Live This"                      | Zaytoven      | Black Magic & Young Snead | 4:55 |
| 13 | "Trap Gurl"                         | Zaytoven      | Gangsta Boo               | 4:56 |
| 14 | "Alley Cat"                         | Zaytoven      |                           | 3:28 |
| 15 | "Blow Pop"                          | Zaytoven      |                           | 3:40 |
| 16 | "Big Cat (Laflare)"                 | Zaytoven      |                           | 3:48 |
| 17 | "Outro"                             |               |                           | 0:16 |

- Street Niggaz zawiera sample z Anime, serii Revolutionary Girl Utena.

## Notowania
| Notowanie (2006)                      | Pozycja |
| ------------------------------------- | ------- |
| U.S. Billboard 200                    | 76      |
| U.S. Billboard Independent Albums     | 4       |
| U.S. Billboard Top R&B/Hip-Hop Albums | 13      |